# Майкоп
Майко́п (адыг. Мыекъуапэ — «долина яблонь») — город на юге России. Столица Республики Адыгея. Административный центр городского округа «город Майкоп», образованного в границах Майкопского республиканского городского округа.

## Этимология
Первое упоминание адыгского топонима «Майкоп» (адыг. Мыекъуапэ) и связанных с ним — «Майкопские высоты», «Майкопское ущелье» и т. д. в русских документах времён Кавказской войны относится к 1810 году. В январе — феврале 1810 года отряд под командованием генерала от инфантерии С. А. Булгакова совершил экспедицию в земли темиргоевцев, абадзехов, егерухаевцев, махошевцев в долинах рек Лабы, Белой и Курджипса.
Про эту экспедицию сохранилась такая информация:

Из всех, генерал Булгаков, особенно славился между горцами своей личной храбростью, и столько был самолюбив в этом отношении, что другого, подобного ему храбреца майора Бакунина с отрядом 900 егерей предал в Майкопском ущелье за Кубанью многочисленной толпе черкесов, которые его истребили.
— РГВИА., Ф. 482., Д. 135.
Второй раз топоним Майкоп упоминается в документах через 15 лет, летом 1825 года, во время экспедиции войск под командованием генерала А. А. Вельяминова.
Название местности Мыекъуапэ, зафиксированное по-русски в различных вариантах: Меакоп, Высота Майкопа, Майкоп, Майкопское ущелье и урочище Майкоп упоминается в военных источниках, начиная с 1810 года. Кроме того, все эти названия относятся не только к местности, где сейчас расположен современный город, но и ко всей долине реки Белой, по крайней мере, от р. Шунтук до ст. Ханской.
Название «Майкоп» происходит от названия реки Миеко: «мие» — яблоня, «ко» — долина и слова «пе» — устье, то есть Майкоп — «город в устье яблоневой долины».
По другой версии, город назван по имени одной из вершин, носившей имя на меотском языке, одном из реликтовых индоарийских: *m(ai)an-kap — гора меотов.
Возможно и тюркское происхождение названия Майкоп: от май — «нефть» и гидронимического термина копа, что свидетельствовало бы о нефтяном загрязнении местных водных объектов.

## География
Город расположен на обоих берегах реки Белой (приток Кубани).

### Часовой пояс
Майкоп находится в часовой зоне МСК (московское время). Смещение применяемого времени относительно UTC составляет +3:00.
В соответствии с применяемым временем и географической долготой средний солнечный полдень в Майкопе наступает в 12:20.

### Климат
Город находится в области с влажным умеренным климатом, зимние температуры могут опускаться до −5…-10 °C. Лето — самый длительный сезон в Майкопе и составляет 5 месяцев. Летние осадки бывают в основном кратковременными, характерны ливни с грозами, иногда сопровождающиеся градом. Для лета Майкопа характерны длительные периоды без дождей, сопровождающиеся засухами и суховеями. В год выпадает 720—770 мм осадков. Среднегодовые показатели составляют:
- температура воздуха — +11,3 °C;
- относительная влажность воздуха — 72 %.
- скорость ветра — 2,4 м/с.

| Показатель                    | Янв. | Фев.  | Март  | Апр. | Май  | Июнь | Июль | Авг. | Сен. | Окт. | Нояб. | Дек.  | Год  |
| ----------------------------- | ---- | ----- | ----- | ---- | ---- | ---- | ---- | ---- | ---- | ---- | ----- | ----- | ---- |
| Абсолютный максимум, °C       | 18,2 | 24    | 27,1  | 30   | 31,7 | 35   | 38   | 39   | 37,4 | 31,3 | 28,4  | 21    | 39   |
| Средний суточный максимум, °C | 3,9  | 4,5   | 10,6  | 17   | 20,7 | 24,6 | 27,7 | 27,6 | 23,4 | 17,1 | 9,1   | 5     | 16,2 |
| Средняя температура, °C       | 0,2  | 0,1   | 5,7   | 11,8 | 15,7 | 19,4 | 22,3 | 21,9 | 17,5 | 11,3 | 4,9   | 1,3   | 11,3 |
| Средний суточный минимум, °C  | −3,2 | −3,9  | 1,5   | 6,9  | 10,6 | 14,5 | 17   | 16,4 | 12,5 | 6,7  | 1,5   | −2    | 6,4  |
| Абсолютный минимум, °C        | −24  | −23,1 | −15,6 | −4,4 | 0    | 5,5  | 6    | 7,2  | 1    | −5   | −17   | −19,1 | −24  |
| Норма осадков, мм             | 60   | 41    | 51    | 58   | 73   | 89   | 70   | 58   | 62   | 66   | 75    | 69    | 772  |
| Источник: WeatherBase         |      |       |       |      |      |      |      |      |      |      |       |       |      |

## История
23 июня
 [1825 года] 

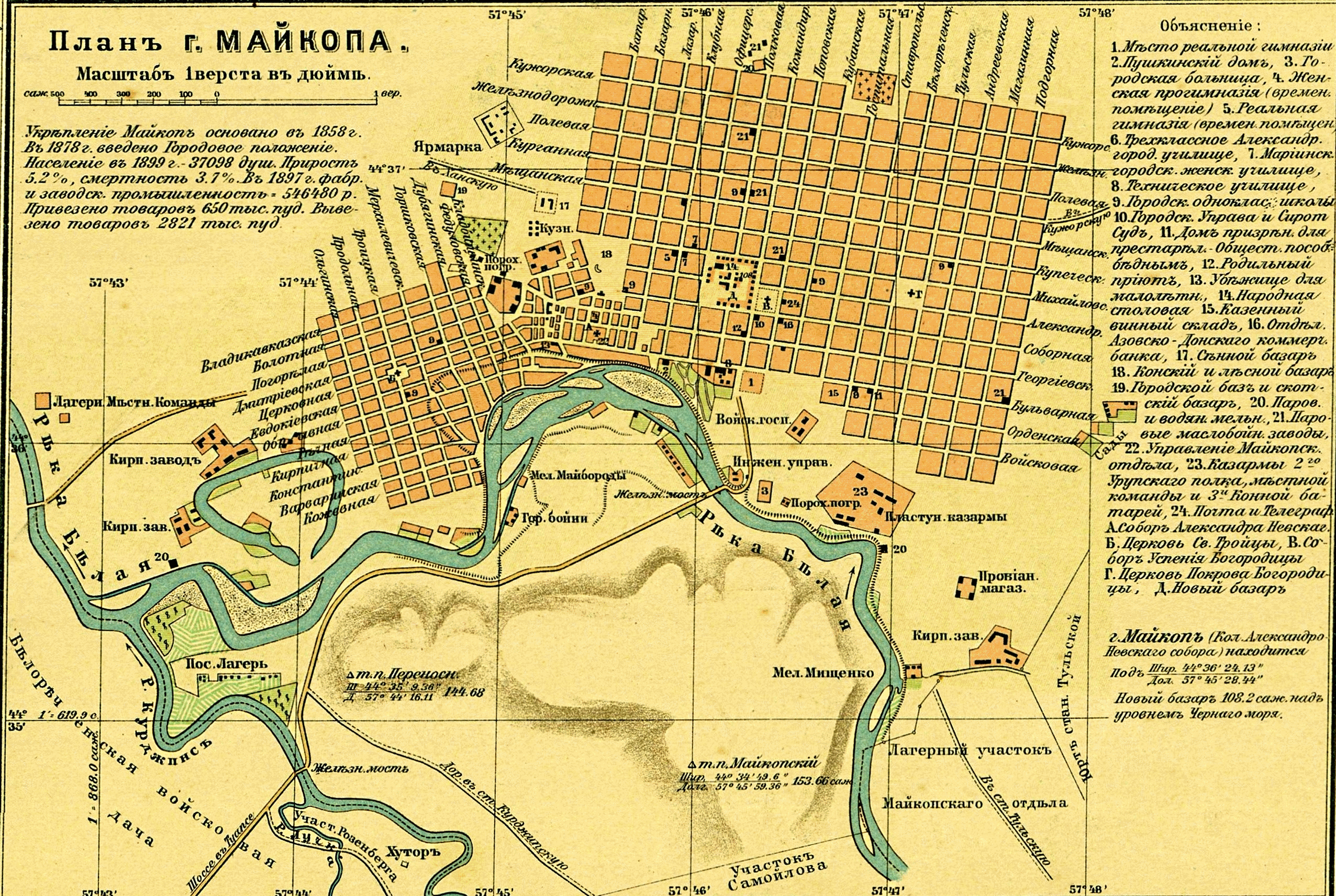
План Майкопа. 1902 год

отряд расположился лагерем на реке Сагауше (Белой), против горы Таглек, там, где теперь стоит город Майкоп…
Вельяминов нашёл, между тем, позицию на Сагауше чрезвычайно удобною для всех будущих предприятий в земле абадзехов, и приказал построить здесь укрепление.
— В. А. Потто
В 1870—1871 годах укреплённая штаб-квартира Майкоп становится уездным городом — центром Майкопского уезда Кубанской области, в 1871 году в нём было упразднено военное управление, а в 1878 году введено городовое положение. В 1873 году гербовым отделением в Санкт-Петербурге создаётся проект герба Майкопа, не получивший официального утверждения Государственным советом и императором.
В 1871 году в Майкоп переводится двухклассная горская школа, в 1878 году открывается Майкопское городское трёхклассное училище, 1 июня 1900 года — Алексеевское реальное (6-классное) мужское училище. В 1895 году была открыта Майкопская городская общественная библиотека. В 1900 году был построен Пушкинский народный дом. В сентябре 1909 года в районе города было открыто месторождение нефти.
В 1910 году завершилось устройство городской телефонной станции, 12 декабря 1910 года в Майкоп прибыл из Белореченска первый поезд. В 1911 году завершено строительство городского водопровода.
После Октябрьской революции в городе была установлена советская власть. 7 сентября 1918 город был занят белыми кубанскими казаками под командованием генерала Покровского. Всего за две недели, белыми было расстреляно или повешено по разным данным от 800 человек до 7000 человек.
22 марта 1920 года белых вытеснили из Майкопа части 1-й Конной армии.
27 июля 1922 года Президиум ВЦИК вынес постановление об образовании Черкесской (Адыгейской) автономной области, с расположением органов власти в городе Краснодаре (в состав области не входил). В 1936 году центром Адыгейской автономной области стал Майкоп.
В 1938 году началась прокачка майкопской нефти по нефтепроводу Грозный — Туапсе в Туапсинский порт и на нефтеперерабатывающий завод.
Во время Великой Отечественной войны город был оккупирован войсками нацистской Германии с 9 августа 1942 года по 29 января 1943 года. 24 октября 1942 года на аэродром был выброшен советский диверсионный Майкопский десант, который успешно выполнил основную цель операции и смог впоследствии уйти к партизанам. Из 37 десантников выжил 21.

МАЙКОП. Оккупирован 10 августа 1942 г. Освобождён 29 января 1943 г. войсками ЗакФ в ходе Северо-Кавказской операции:
46 А — 9-я горнострелковая дивизия (полковник Евстигнеев, Михаил Васильевич). В освобождении города участвовали Майкопский партизанский отряд «Народные мстители» (Козлов, Стефан Яковлевич) и Тульский партизанский отряд № 3 «За Родину» (Свердлов, Яков Рафаилович).
— Освобождение городов СССР
.
В 1990 году Адыгейский областной совет народных депутатов принял решение о преобразовании Адыгейской автономной области в Республику Адыгея. 3 июля 1991 года это решение утвердил Верховный Совет РСФСР.
До 2010 года Майкоп имел статус исторического поселения, однако приказом Министерства культуры РФ от 29 июля 2010 г. № 418/339 город был этого статуса лишён.
3 февраля 2014 года прошла эстафета Олимпийского огня, по маршруту от ипподрома до республиканского стадиона в городском парке.

## Население
| 1897     | 1913     | 1923     | 1926     | 1931     | 1933     | 1937     | 1939     | 1942     | 1959     | 1962     |
| -------- | -------- | -------- | -------- | -------- | -------- | -------- | -------- | -------- | -------- | -------- |
| 34 300   | ↗52 300  | ↘43 300  | ↗52 525  | ↘52 085  | ↗53 100  | ↗58 422  | ↘55 871  | ↗61 917  | ↗82 135  | ↗92 000  |
| 1967     | 1970     | 1973     | 1975     | 1976     | 1979     | 1982     | 1985     | 1986     | 1987     | 1989     |
| ↗106 000 | ↗110 212 | ↗122 000 | ↗123 000 | →123 000 | ↗127 828 | ↗134 000 | ↗140 000 | ↗141 000 | ↗145 000 | ↗148 608 |
| 1990     | 1991     | 1992     | 1993     | 1994     | 1995     | 1996     | 1997     | 1998     | 1999     | 2000     |
| ↗150 000 | ↗153 000 | ↗155 000 | ↗163 000 | ↗164 000 | →164 000 | ↗165 000 | ↗166 000 | →166 000 | ↗167 000 | ↗167 300 |
| 2001     | 2002     | 2003     | 2004     | 2005     | 2006     | 2007     | 2008     | 2009     | 2010     | 2011     |
| ↘167 000 | ↘156 931 | ↘156 900 | ↗157 000 | ↗157 200 | ↘156 800 | ↘156 700 | ↘153 500 | ↗154 555 | ↘144 249 | ↘144 200 |
| 2012     | 2013     | 2014     | 2015     | 2016     | 2017     | 2018     | 2019     | 2020     | 2021     | 2023     |
| ↗144 467 | ↗144 683 | ↘144 544 | ↘144 101 | ↘144 055 | ↘143 343 | ↘141 970 | ↘140 539 | ↗141 475 | ↗143 385 | ↘139 687 |
| 2024     | 2025     |          |          |          |          |          |          |          |          |          |
| ↘137 965 | ↘137 899 |          |          |          |          |          |          |          |          |          |

На 1 января 2025 года по численности населения город находился на 125-м месте из 1124 городов Российской Федерации.

### Национальный состав
По переписи населения 2010 года из 144 249 проживающих в городе, 134 828 человек указали свою национальность:
| Национальность | Численность | %     |
| -------------- | ----------- | ----- |
| Русские        | 96 119      | 71,29 |
| Адыги          | 24 526      | 18,19 |
| Армяне         | 4085        | 3,03  |
| Украинцы       | 2537        | 1,88  |
| Черкесы        | 1812        | 1,34  |
| Татары         | 895         | 0,66  |
| Белорусы       | 530         | 0,39  |
| Чеченцы        | 448         | 0,33  |
| Азербайджанцы  | 339         | 0,25  |
| Греки          | 312         | 0,23  |
| Кабардинцы     | 246         | 0,18  |
| Грузины        | 241         | 0,18  |
| Немцы          | 235         | 0,17  |
| Цыгане         | 201         | 0,15  |
| Ингуши         | 155         | 0,11  |
| Осетины        | 152         | 0,11  |
| Абхазы         | 136         | 0,10  |
| Узбеки         | 102         | 0,08  |
| Другие         | 1757        | 1,30  |

По итогам переписи населения 2020 года проживали следующие национальности (национальности менее 0,2 % и другое см. в сноске к строке «Другие»):
| Национальность | Численность, чел. | Доля     |
| -------------- | ----------------- | -------- |
| Русские        | 84 913            | 59,22 %  |
| Адыгейцы       | 20 339            | 14,18 %  |
| Черкесы        | 5750              | 4,01 %   |
| Армяне         | 3242              | 2,26 %   |
| Украинцы       | 925               | 0,65 %   |
| Татары         | 556               | 0,39 %   |
| Туркмены       | 461               | 0,32 %   |
| Чеченцы        | 363               | 0,25 %   |
| Азербайджанцы  | 302               | 0,21 %   |
| Другие         | 26 534            | 18,51 %  |
| Итого          | 143 385           | 100,00 % |

### Язык
По данным переписи 1897 года:
| Язык        | Численность, чел. | Доля     |
| ----------- | ----------------- | -------- |
| Русский     | 20 820            | 60,65 %  |
| Украинский  | 10 722            | 31,24 %  |
| Белорусский | 786               | 2,29 %   |
| Иврит       | 474               | 1,38 %   |
| Мордовский  | 453               | 1,32 %   |
| Армянский   | 327               | 0,95 %   |
| Другие      | 745               | 2,17 %   |
| Итого       | 34 327            | 100,00 % |

В настоящее время официальными и основными языками города являются русский и адыгейский.

## Руководители Майкопа
- 1862—1886 — комендант крепости Майкоп полковник Феофан Фёдорович Дубяга.
- 1866—1870 — первый староста слободы Майкоп Георгий Никитич Шапошников.
- 1870—1875 — первый староста города Майкоп купец II гильдии Георгий Никитич Шапошников.
- 1889—1893 — первым избранным головой города был купец II гильдии, спиртозаводчик, поляк по происхождению Дмитрий Иванович Зинковецкий.
- 1893—27.03.1898 (ст. стиль) — городской голова, отставной войсковой старшина Иван Иович Братухин, уроженец ст. Прочноокопская.
- 1898—1908 — городской голова, нотариус Сергей Иванович Иванов.
- 1910—28.09.1911 (ст. стиль) — городской голова, купец II гильдии Дмитрий Иванович Зинковецкий.
- 1912—1913 — городской голова, коллежский регистратор Константин Митрофанович Козо-Полянский.
- 1914 — городской голова (вакансия), заместитель городского головы Сергей Михайлович Тарасов.
- 1914—1916 — городской голова статский советник Дмитрий Иванович Рудаков.
- 1916—1917 — городской голова Сергей Михайлович Тарасов.
- 1916—1920 — городской голова Яков Дмитриевич Лобановский.
- Документ отправлен В Кубанское Областное Правление 29.09.1916 года. Подлисано Городским Головой Я. Д. Лобановским.
- В списке наличного состава Майкопской Городской Управы на 1 января 1917 года. Городским Головой значится Лобановский Я. Д., а также в списке наличного состава служащих Майкопской Городской Управы (на 15 сентября 1917 года. копия оригинала документа есть, но не разрешена к публикации) Лобановский Я. Д. также является Городским Головой.
- В протоколе заседания комиссии по вопросу объ отмене самоохраны въ городе (Майкоп от 26 октября 1918 года. копия оригинала документа есть, но не разрешена к публикации) Комиссия в составе Городского Головы Я. Д. Лобановскаго.
- В 1919 году Городским Головой Майкопа был Яков Дмитриевич Лобановский (1873—1920), о чём говорится в газете «ПОДЪЕМЪ» № 205 от 17 сентября 1919 в статье «Городская Дума» («Первое заседание»). 19.03.1920 года Лобановский Я. Д. скончался до окончания полномочий Городского Головы в 01.01.1921 году.
- 1917—1918 — городской голова Николай Николаевич Кузнецов.
- Между Февральской и Октябрьской революциями 1917 года председателем Майкопского отдельского совета рабочих и солдатских депутатов был избран Л. Вдовенко.
- С января 1918 года председателем Майкопского отдельского совета являлся Я. В. Лаврьентьев.
- В сентябре 1918 года в Майкоп вошли белые войска генерала Покровского. Покровский вернул на место головы Майкопа Н. Н. Кузнецова (властные полномочия он осуществлял под присмотром военного коменданта города).
- Г. Р. Гончаренко.
- А. Д. Удовенко.
- И. И. Андрейцев.
- Г. П. Шепилов.
- Н. А. Воронин.
- В. А. Савиных — председатель горисполкома, 1953—1963.
- Н. М. Заровный.
- В. А. Марущенко.
- В. А. Мельников.
- 1973—1982 А. В. Лысенко избирался два раза — в 1973 и в 1976 годах.
- 1982—1990 Юрий Иванович Шпиталенко избирался 2 раза подряд.
- С марта 1990 по октябрь 1993 года председатель Майкопского городского совета народных депутатов Лев Геннадьевич Симатов (бывший первый секретарь Майкопского горкома КПСС).
- 1993—2001 Черниченко, Михаил Николаевич.
- 2001—2002 Александр Сирченко.
- 2002—2006 Пивоваров, Николай Михайлович.
- 2006—2013 Черниченко, Михаил Николаевич.
- 2013—2017 Наролин Александр Владимирович.
- 2018—2021 Гетманов Андрей Леонидович.
- С марта 2021 года — и. о. Стельмах Сергей Витальевич.
- С ноября 2021 года — и. о. главы Томчак, Юрий Иосифович[61].
- С декабря 2021 года — Митрофанов, Геннадий Алексеевич.

## Транспорт

### Городской
Основным видом транспорта в Майкопе является троллейбус. Депо муниципального унитарного предприятия «Майкопское троллейбусное управление» насчитывает около 50 единиц. Первые два маршрута были открыты 29 ноября 1974 года. В настоящее время в городе действует 11 троллейбусных маршрутов. В перспективе планируется проложить троллейбусные линии до близлежащих населённых пунктов: хутора Гавердовского и станицы Ханской. Также в городе работают 9 автобусных маршрутов и более 30 маршрутов маршрутных такси.

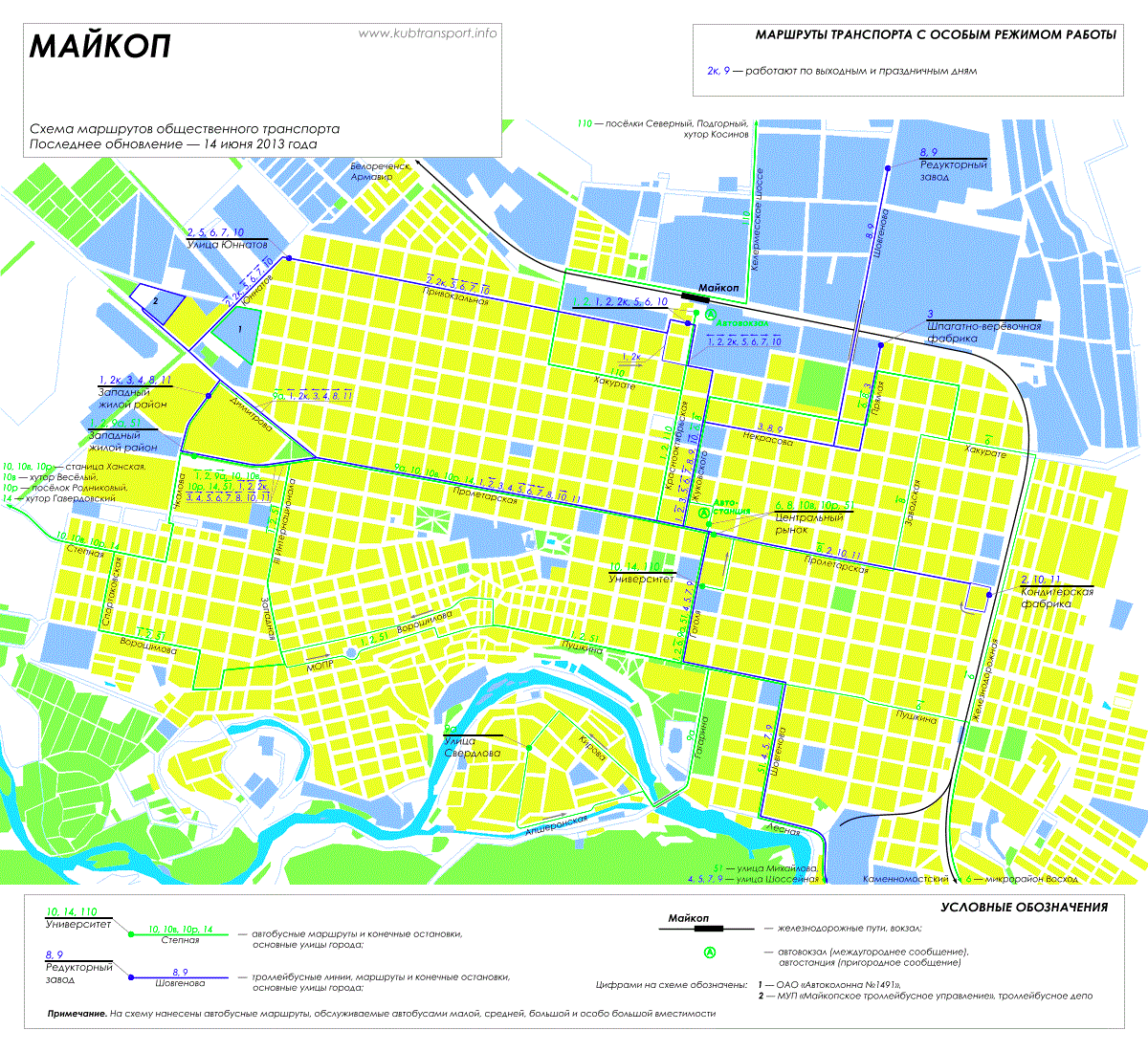
Схема общественного транспорта Майкопа

### Авиационный
Воздушное сообщение Майкопа с внешним миром осуществлялось через аэропорт Майкоп и военный аэродром Ханская. Аэропорт 2 класса Майкоп был способен принимать самолёты Ан-12, Ан-24, Ил-18 и все более лёгкие, а также вертолёты всех типов. Ныне используется как посадочная площадка для вертолётов и лёгких самолётов (Ан-2 и подобные) при авиационных работах. Недостатком данного аэродрома является грунтовая ВПП. В настоящий момент аэропорт гражданскими пассажирскими и грузовыми авиаперевозками не занимается.

### Железнодорожный
Железнодорожное сообщение Майкопа с городами и населёнными пунктами юга России осуществляется по Северо-Кавказской железной дороге. Железнодорожный вокзал находится на Привокзальной площади на севере города, рядом расположен автовокзал.

## Образование
Высшее образование
- Адыгейский государственный университет.
- Майкопский государственный технологический университет (до 2005 года — Майкопский государственный технологический институт).

Среднее профессиональное образование
- Майкопский государственный гуманитарно-технический колледж при Адыгейском государственном университете
- Адыгейский педагогический колледж им. Х. Андрухаева
- Адыгейский республиканский колледж искусств имени У. Х. Тхабисимова.
- Майкопский медицинский колледж.
- Майкопский профессиональный лицей № 6.
- Политехнический колледж МГТУ.
- Майкопский индустриальный техникум
- Майкопский политехнический техникум

- Адыгейский филиал Северо-Кавказской академии государственной службы в городе Майкопе
- Майкопский филиал Современной гуманитарной академии;
- Адыгейский филиал Южно-Российского государственного технического университета (Новочеркасского политехнического института);
- Филиал Кубанского государственного медицинского университета (Краснодар).

Общее образование
В городе 12 средних школ, три гимназии, четыре лицея и одна школа для детей с ограниченными возможностями здоровья:
- Республиканская гимназия
- Средняя школа № 2
- Средняя школа № 3 имени Алексея Иосифовича Макаренко
- Гимназия № 5
- Средняя школа № 6
- Средняя школа № 7
- Лицей № 8 имени Жени Попова
- Средняя школа № 9
- Средняя школа № 10
- Средняя школа № 11
- Средняя школа № 13
- Средняя школа № 14
- Средняя школа № 15
- Средняя школа № 16
- Средняя школа № 17 социального развития и успеха
- Образовательный центр № 18
- Лицей № 19
- Основная школа № 20
- Гимназия № 22
- Основная школа № 24
- Начальная школа № 26
- Основная школа № 27
- Средняя школа № 28
- Начальная школа № 33
- Лицей № 34
- Школа для детей с ограниченными возможностями здоровья
- Республиканская школа-интернат для детей с нарушениями слуха и зрения

Дошкольное образование
На территории города действуют около сорока детских дошкольных образовательных учреждений:
- Детский сад № 3 «Одуванчик»
- Детский сад № 4
- Детский сад № 5
- Детский сад № 6 «Маленькая страна»
- Детский сад № 7 «Теремок»
- Детский сад № 8 «Лесная сказка»
- Детский сад № 9 «Созвездие»
- Детский сад № 10 «Звоночек»
- Детский сад № 11
- Детский сад № 12 «Тополёк»
- Детский сад № 14 «Насып»
- Детский сад № 16
- Детский сад № 20 «Ромашка»
- Детский сад № 21
- Детский сад № 22
- Детский сад № 23 «Берёзка»
- Детский сад № 24
- Детский сад компенсирующего вида № 26
- Детский сад № 28 «Нэбзый»
- Детский сад № 29 «Улыбка»
- Детский сад № 30 «Ручеёк»
- Детский сад № 31 «Дюймовочка»
- Детский сад № 32 «Соловушка»
- Детский сад № 33
- Детский сад № 34 «Сказка»
- Детский сад № 37
- Детский сад № 38
- Детский сад компенсирующего вида № 39
- Детский сад № 42 «Росток»
- Детский сад № 46 «Золотой петушок»
- Детский сад № 48 «Колокольчик»
- Детский сад № 49 «Загадка»
- Детский сад № 52 «Золотой ключик»
- Детский сад № 55 «Дельфинёнок»
- Детский сад № 53 «Клубничка»
- Детский сад № 56 «Журавушка»
- Детский сад № 57 «Семицветик»
- Детский сад № 62 «Радуга»
- Детский сад для воспитанников с ограниченными возможностями здоровья

Дополнительное образование
- Республиканская естественно-математическая школа
- Республиканская детская школа искусств имени К. Х. Тлецерука
- Центр развития творчества детей и взрослых
- Детская школа искусств № 1
- Детская школа искусств № 3
- Детская школа искусств № 5
- Детская школа искусств № 6
- Детская художественная школа
- Центр развития современного искусства «Шпаргалка»
- Центр дополнительного образования детей республики Адыгея
- Образовательный центр «Планета»
- Детский центр пропаганды безопасности дорожного движения «Автогородок»
- Центр психолого-педагогической, медицинской и социальной помощи

## Наука
В городе Майкопе действуют следующие научные учреждения:
- Адыгейский республиканский институт повышения квалификации;
- Адыгейский НИИ сельского хозяйства;
- Адыгейский республиканский институт гуманитарных исследований имени Т. М. Керашева;
- Майкопский научный отдел Кавказского природного биосферного заповедника им. Х. Г. Шапошникова.

## Здравоохранение
- Республиканская клиническая больница
- Республиканская детская клиническая больница
- Республиканский клинический онкологический диспансер имени М. Х. Ашхамафа
- Республиканская клиническая инфекционная больница
- Республиканский наркологический диспансер
- Республиканский клинический психоневрологический диспансер
- Республиканский клинический кожно-венерологический диспансер
- Республиканская станция переливания крови
- Республиканская станция скорой медицинской помощи и центр медицины катастроф
- Республиканская клиническая стоматологическая поликлиника
- Республиканский центр общественного здоровья и медицинской профилактики
- Республиканская поликлиника медицинской реабилитации
- Республиканский центр профилактики и борьбы со СПИД
- Центр гигиены и эпидемиологии в Республике Адыгея
- Городская клиническая больница
- Городская поликлиника
- Городская детская поликлиника
- Молочная кухня
- Медико-санитарная часть МВД РФ
- Санаторий для детей «Росинка»
- Республиканский дом ребёнка
- Республиканский дом-интернат для престарелых и инвалидов
- Майкопский психоневрологический дом-интернат

## Промышленность
- Проектный институт «Адыгеясельхозпроект»
- Специальное конструкторское бюро «Точрадиомаш»
- Предприятие «Вибротрон»
- Майкопский машиностроительный завод
- Майкопский редукторный завод «Зарем»
- Адыгейский молкомбинат «Лаго-Наки»
- Предприятие «Картонтара».
- Майкопский птицекомбинат
- Предприятие «Питейный дом»
- Пивзавод «Майкопский»
- Шпагатная фабрика «Майкопская»
- Предприятие «Майкоппромсвязь»
- Предприятие «Майкопнормаль»
- Лимонадная фабрика «Майкопская»
- Предприятие «Грог»
- Предприятие «Майкопский»
- Предприятие «Корпус».
- Предприятие «Траст Металл»
- Майкопское грузовое автотранспортное предприятие

## О проекте Майкопского герба 1870-х годов
Герб города Майкопа входит в серию так называемых неутверждённых гербов Российской империи. Его проект был разработан, по сведениям издания «Гербовед», гербовым отделением в 1873 году.
В книге «Гербы городов, губерний, областей и посадов Российской империи. 1649—1917» есть раздел под наименованием: «VI. Уездные и окружные города, гербы коих не внесены в Полное собрание законов Российской империи», в котором воспроизведён майкопский герб без указания на его утверждение, а описание его дано так: «Майкоп, Кубанской области. В золотом щите чёрная гора, сопровождаемая по главе щита лазоревым волнообразным поясом. В вольной части герб Кубанской области».
Согласно существовавшим тогда геральдическим правилам, золото (оно изображалось точками) служило символом богатства, справедливости, великодушия. Пояс на щите является почётной геральдической фигурой, занимает третью часть щита, располагается горизонтально и может быть извилистым или зубчатым. Лазоревый (голубой) цвет пояса является символом красоты, мягкости и величия. Герб области служил указанием на принадлежность Майкопа к разряду уездных, но немноголюдных городов Кубанской области.
В истории создания такого вида майкопского герба нет вариантов. По указанию Николая I от 1851 года, вся геральдическая деятельность в России должна была осуществляться гербовым отделением, созданным в 1857 году при канцелярии Департамента герольдии. Судя по тому, что изображение гор на гербах городов Майкопа, Грозного, Баталпашинска (ныне Черкесска) и Боровичей (Новгородская губерния) однотипно, можно утверждать, что герб Майкопа создавал один и тот же художник, работавший в указанном гербовом отделении. За основу он взял, вероятно, указ 1858 года о наименовании Майкопа, в котором говорилось о вновь возведённом укреплении на реке Белой на выходе её из гор. Отсюда горы и волнистая лазоревая лента.

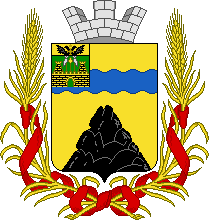
Герб (1875)
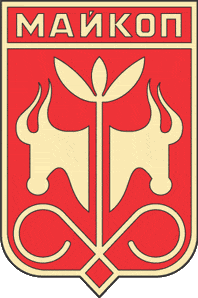
Герб (1970)

## Культура и достопримечательности
- Природный парк Республики Адыгея «Большой Тхач».
- Бассейн в Городском парке культуры и отдыха[63].

Библиотеки
- Республиканская специальная библиотека для слепых. Открыта 17 ноября 1997 года[64].

Музеи
- Северокавказский филиал Государственного музея искусства народов Востока. Основан Министерством культуры Российской Федерации в октябре 1985 года. Под филиал было передано запущенное здание бывшего Дома армянского купеческого собрания — архитектурного памятника начала XX века, где в отреставрированной части в декабре 1995 года открылась первая выставка. В 2010 году с вводом нового здания филиал получил возможность в полной мере реализовать принятую научную концепцию развития. В экспозиции филиала представлены как истоки различных видов народных ремесел, так и современные произведения народных мастеров всех регионов Северного Кавказа[65]. В июне 2019 года музей представил для обозрения один из самых больших скифских котлов, обнаруженный Кавказской археологической экспедицией Государственного музея искусства народов Востока в ауле Уляп в 1982 году, но 37 лет находившийся в Москве и вернувшийся на свою родину — Адыгею, для пополнения экспозиции музея[66].
- Национальный музей Республики Адыгея. Создан в 1926 году в Краснодаре как «Адыгский историко-этнографический музей», затем стал именоваться «Адыгейский областной краеведческий музей». Переехав в 1938 году в город Майкоп, принял в свой состав Майкопский районный музей природы, созданный ещё в 1909 году. В 1993 году постановлением Правительства Республики Адыгея Адыгейский областной краеведческий музей преобразован в Национальный музей Республики Адыгея, уникальная коллекция которого насчитывает около 270 тысяч предметов: скульптуру, графику, изобразительное искусство XIX—XXI веков, декоративно-прикладное искусство и искусство стран Востока, естественнонаучные, историко-бытовые и этнографические коллекции, мемориальные комплексы, предметы из драгоценных металлов и камней.
- Картинная галерея Республики Адыгея. Открылась 1 ноября 1980 года как «Выставочный зал Управления культуры Адыгоблисполкома», переименованный в Картинную галерею Республики Адыгея на основании постановления правительства Республики Адыгея от 24.09.92 года. Её фонды насчитывают около 1500 единиц хранения, где кроме живописи и графики, представлено декоративно-прикладное искусство. Особенно ценным является собрание, озаглавленное как «Графика Адыгеи». Уникальность фонда современного изобразительного искусства, комплектование которого является ведущим направлением, состоит в том, что он почти полностью сформирован за счет закупок[67].

Памятники
- Памятник «Единение и Согласие». Является яркой достопримечательностью Майкопа. Открыт в центре города в июле 2013 года. Монумент представляет собой подобие адыгского традиционного очага, который является символом семейного уюта, гостеприимства, изобилия и миролюбия. Автор проекта — А. Берсиров, заслуженный художник республики. Памятник украшен всевозможными национальными орнаментами, изображениями героев сказаний и легенд, а также сцен обрядов.

## Русская православная церковь
История
- Александро-Невский собор. В течение 1861—1864 годов Кавказский наместник ходатайствовал о разрешении произвести сбор средств по Кавказу на сооружение каменной православной церкви для размещения в ней древнейшей иконы Иверской Божией Матери. В 1864—1872 годах продолжалось строительство. Освящение состоялось 25 января 1873 года. Деревянное здание с колокольней[68].
- Николаевская церковь. Начало строительства 2 ноября 1903 года[68].
- Николаевская домовая церковь 3-й Кубанской казачьей батареи. Освящена 13 сентября 1903 года[68].
- Покровская церковь. Освящена 21 мая 1883 года[68].
- Троицкая церковь. Освящена 12 марта 1889 года[68].
- Успенский собор. Главный престол в честь Успения Пресвятой Богородицы освящён 21 мая 1891 года[68].

## Фотографии

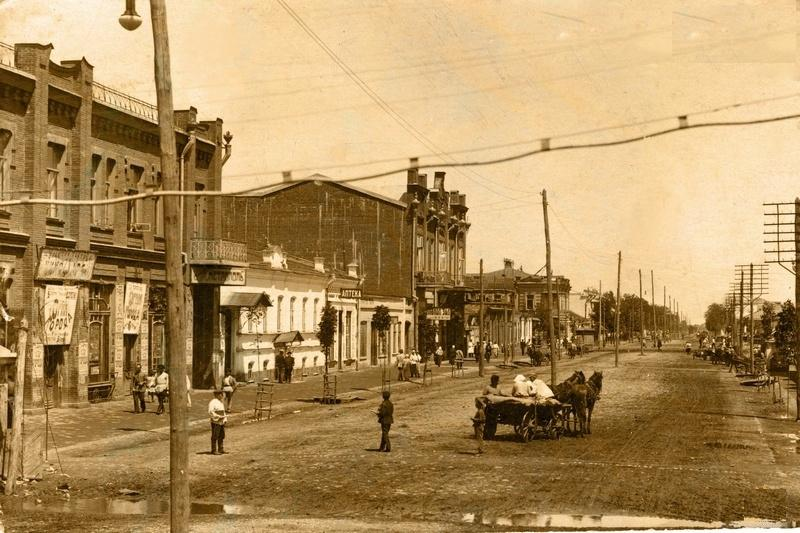
Майкоп в начале XX века
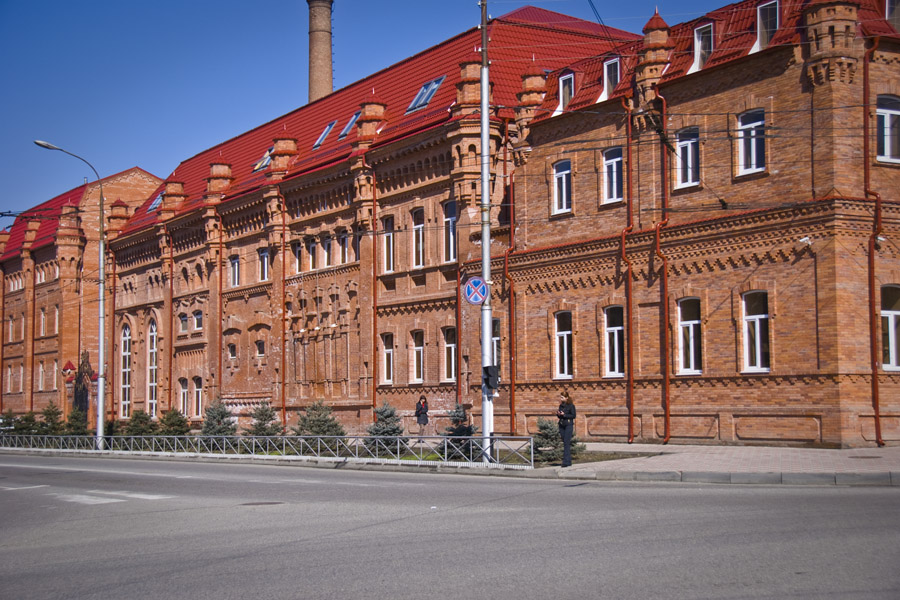
Здание пивоваренного завода — памятник архитектуры
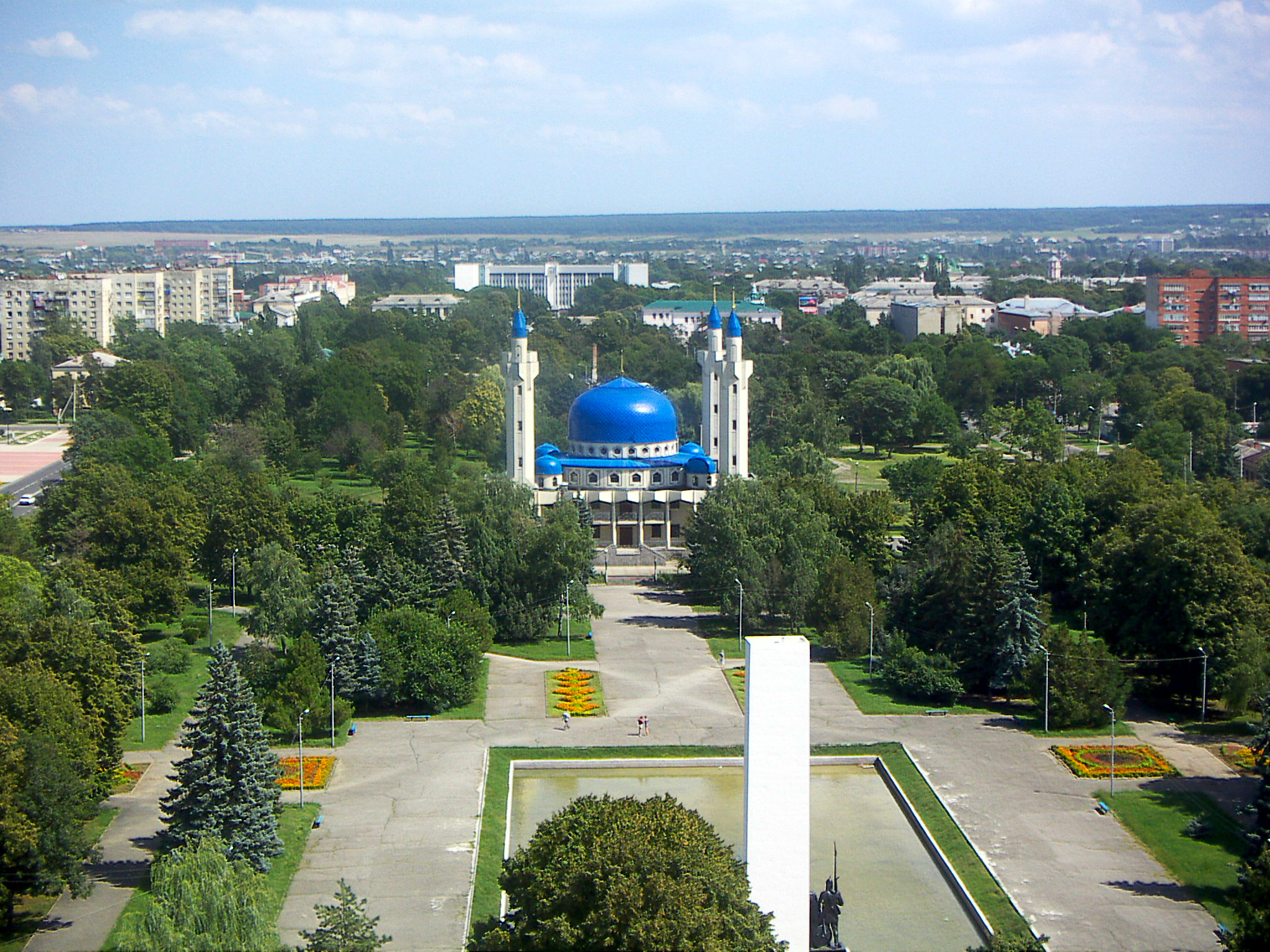
Вид на площадь Дружбы и Майкопскую соборную мечеть
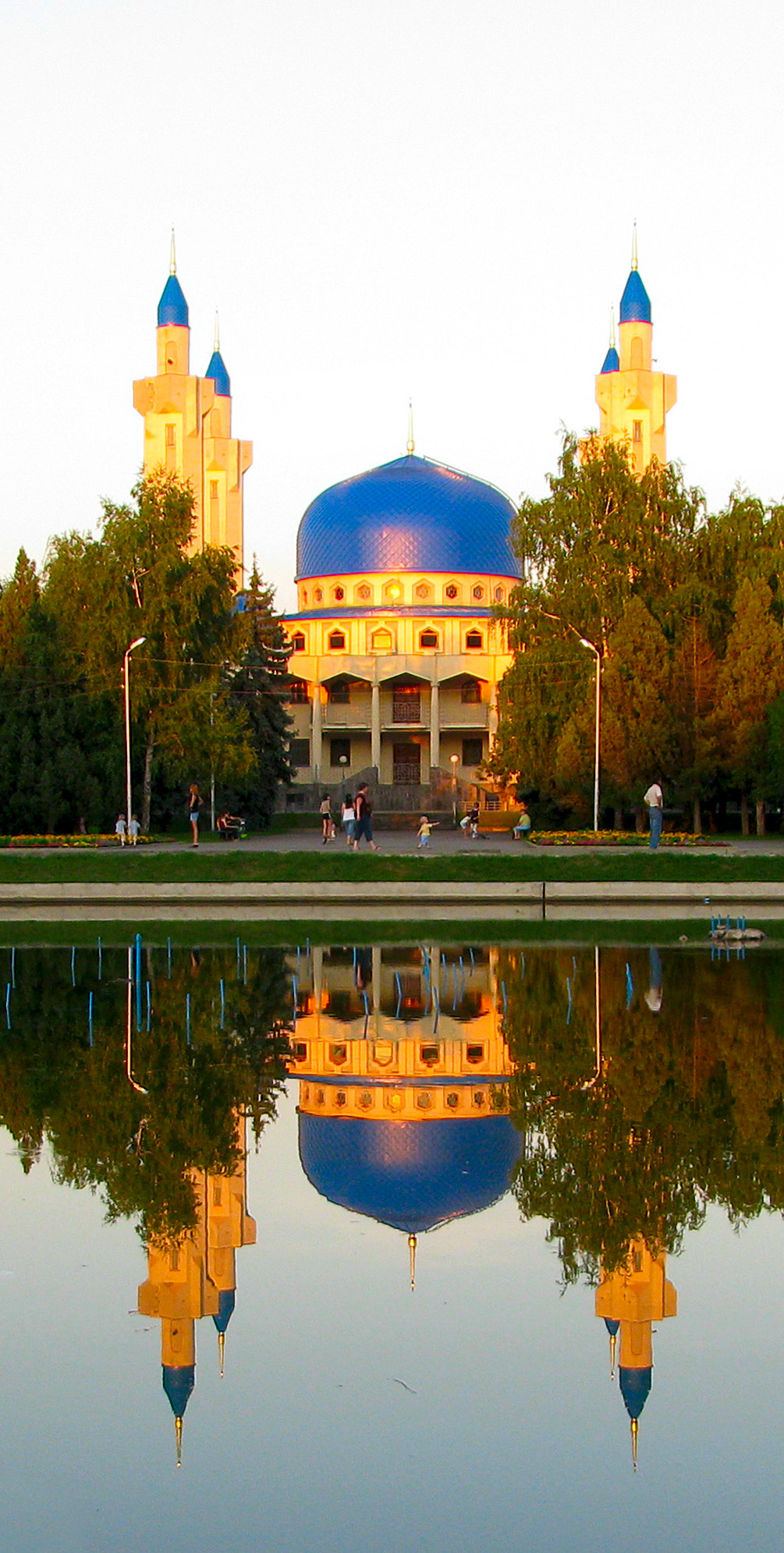
Майкопская соборная мечеть
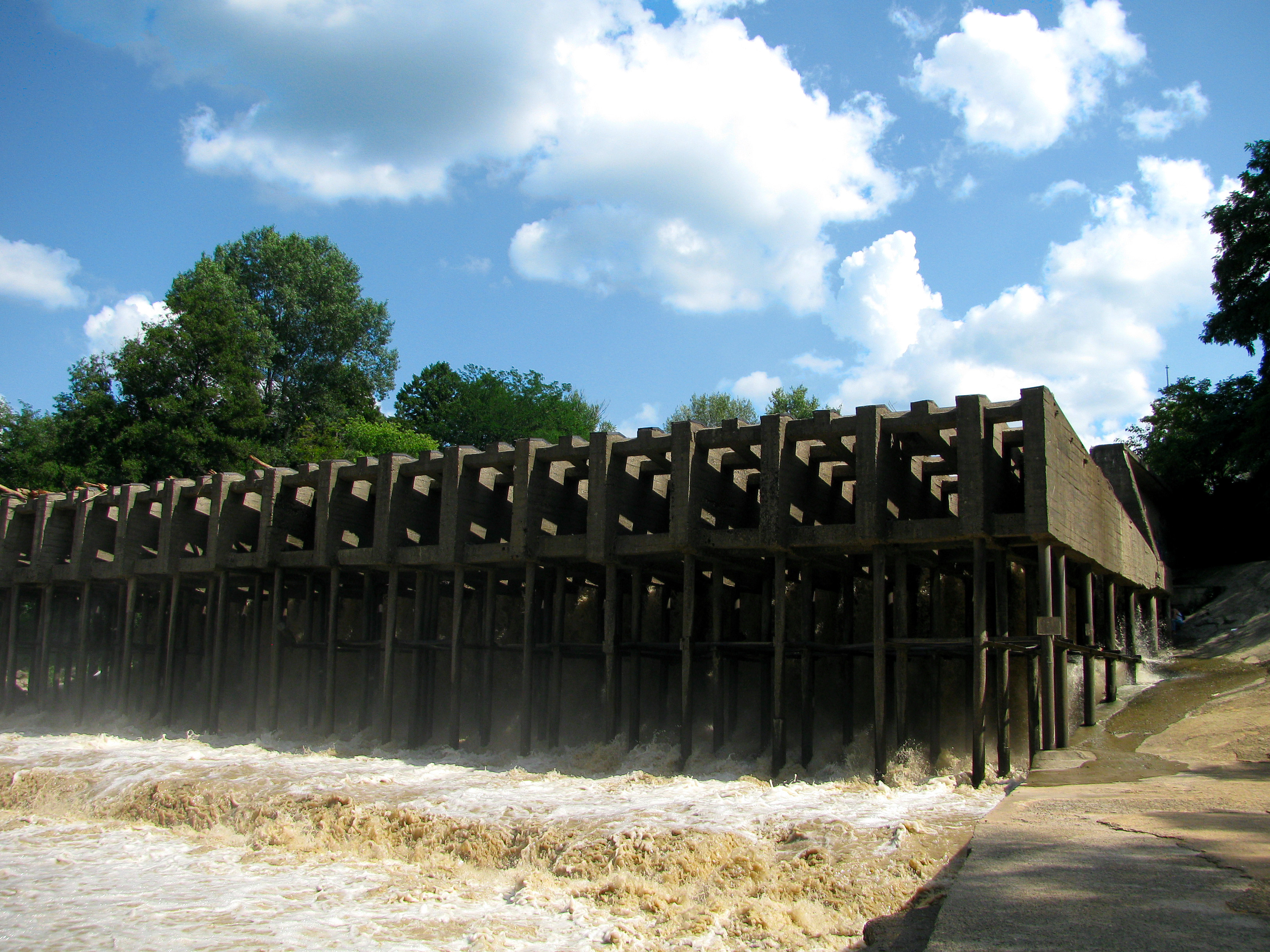
Майкопская ГЭС
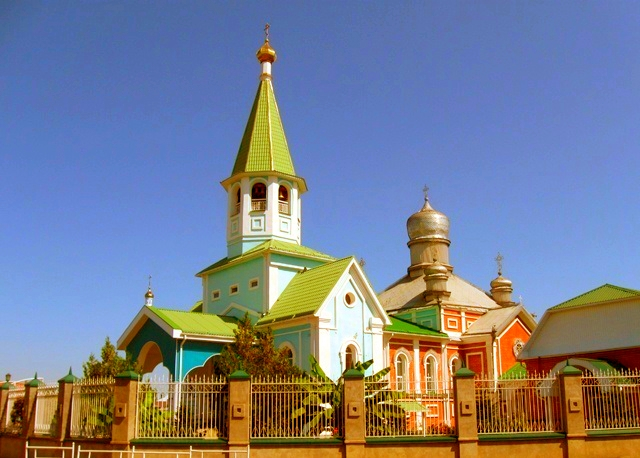
Свято-Троицкий кафедральный собор

## Почётные граждане города Майкопа
Список на 23 января 2025:года
- Быков Андрей Юрьевич
- Гизатуллин, Хамазан Гатауллович (10.05.1921 — 19.11.2007) — Герой Советского Союза, ветеран ВОВ
- Гончарова Валентина Васильевна (10.10.1938 — 23.05.2014) — Ветеран труда
- Гурьев, Михаил Николаевич (21.11.1924 — 26.11.2004) — Герой Советского Союза
- Джаримов, Аслан Алиевич (род. 07.11.1939) — Президент Адыгеи (1992—2002 гг.)
- Ехутль Байзет Сагидович (03.05.1935 — 14.03.2012) — Заслуженный работник пищевой индустрии РСФСР
- Жуков Валентин Денисович (18.04.1924 — 02.11.2020) — Общественный деятель, ветеран ВОВ, участник обороны Кавказа, штурма и взятия Берлина (диплом № 38 от 07.09.2019 года)
- Зигаленко Борис Иванович
- Керашев, Тембот Магометович (16.08.1902 — 08.02.1988) — Писатель
- Коблев, Якуб Камболетович (27.12.1939 — 03.03.2012) — Выдающийся спортсмен, тренер по дзюдо и самбо. Основатель Майкопской спортивной школы олимпийского резерва по дзюдо, Президент Федерации дзюдо Южного Федерального округа, основатель и ректор (до 03.03.2012 г.) единственного в мире Института физической культуры и дзюдо АГУ, заслуженный тренер СССР и России. Доктор педагогических наук, профессор, член-корреспондент Российской академии образования
- Козлов Стефан Яковлевич (29.12.1906-28.02.1991) — Участник ВОВ, командир партизанского отряда № 1 «Народные мстители»
- Коссович Петр Федотович (15.09.1910 −05.05.2002) — Участник ВОВ, автор книг по истории Адыгеи, отличник просвещения
- Кушу Нафисет Зачериевна (30.03.1943-04.01.2021) — Заслуженный строитель РА, Почетный архитектор России, ветеран труда, член Российской академии художеств, Лауреат муниципальной премии имени братьев Василия Федоровича и Алексея Федоровича Соловьевых
- Марков Александр Васильевич
- Матющенко Алексей Федорович (18.08.1941 — 03.06.2008)
- Машбаш, Исхак Шумафович (род. 28.05.1930) — Народный писатель Адыгеи (1993 г.), Кабардино-Балкарии, Карачаево-Черкесии, лауреат Государственной премии СССР (1991 г.), России, Адыгеи, Международной премии им. М. А. Шолохова в области литературы и искусства, Герой труда
- Николаева Надежда Михайловна (род. 21.10.1938) — Заслуженный врач РСФСР, Народный врач РА
- Остапенко Николай Иванович (13.12.1924-04.01.2007) — Участник ВОВ, Герой Социалистического Труда, кандидат технических наук, почетный академик РАЕН
- Самогова, Гошнау Аюбовна (31.01.1928 — 1995) — Народная артистка РСФСР, певица, композитор
- Синюгин Петр Васильевич (22.06.1924 — 28.05.2015) — Участник ВОВ
- Смолин, Владимир Петрович (14.07.1928 — 24.07.2004) — Заслуженный врач РСФСР, народный врач СССР
- Смольняков Александр Петрович (род. 12.10.1951)
- Совмен, Хазрет Меджидович (род. 01.05.1937) — Президент РА (2002—2007 г.г.)
- Схакумидова, Нуриет Салимовна (20.08.1921 — 22.07.2023) — Заслуженная артистка РСФСР, Народная артистка Республики Адыгея
- Тлюстангелова Джаншир Хаджумаровна
- Тлюстен, Юсуф Ибрагимович (25.04.1913 — 1998) — Заслуженный работник культуры РСФСР, народный писатель Республики Адыгея, член Союза писателей СССР
- Тхабисимов, Умар Хацицович (16.08.1919 — 21.08.1998) — Композитор, заслуженный деятель искусств РСФСР, участник ВОВ
- Тхагапсов, Меджид Махмудович (31.05.1929 — 21.02.2017) — Контр-адмирал, лауреат муниципальной премии им. братьев А.Ф. и В. Ф. Соловьевых
- Тхакушинов, Аслан Китович (род. 12.07.1947) — Государственный советник Республики Адыгея, президент МГТУ, академик РАО
- Хаджебиёков, Руслан Гиссович (род. 23.03.1948) — Почетный работник Пенсионного фонда Российской Федерации, кандидат политических наук, действительный член Российской муниципальной академии, Российской академии проблем безопасности, обороны и правопорядка
- Харьковецкий Петр Иванович (род. 22.06.1928) — Ветеран труда, заслуженный строитель РСФСР
- Храмов Валентин Александрович (род. 08.12.1937) — Заслуженный работник лесной промышленности Российской Федерации, кавалер Золотого Почетного знака национального, фонда "Общественное признание, академик Международной академии Реальной экономики
- Хутыз Асланбий Исмаилович (род. 06.07.1940) — Почетный строитель России
- Цей Асланбий Кайсимович (род. 22.12.1951) — Заслуженный работник пищевой индустрии РФ, заслуженный работник промышленности РА
- Черниченко, Михаил Николаевич (род. 13.11.1944)
- Шапошников Глеб Пантелеймонович (02.03.1921 — 17.11.2010) — Участник ВОВ
- Шибинский Иван Васильевич (1920—2004) — Ветеран Великой Отечественной войны, заслуженный учитель РСФСР